# Lotier des rocailles
Lotus glareosus
Espèce
Classification phylogénétique
Synonymes
Le Lotier des rocailles (Lotus glareosus) est une espèce de plantes à fleurs de la famille des Fabacées (Légumineuses ou Papilionacées) et du genre Lotus.

## Description
C'est une plante herbacée vivace, en gazon lâche ou en coussinets plats, à tiges de 10 à 20 cm de long, couchées à dressées, à poils soyeux appliqués rares à denses. Les feuilles quinées (disposé 5 à 5), pennées (les folioles sont disposées comme les barbes d'une plume) en nombre impair à poils soyeux.
Les fleurs font 8 à 10 mm de long, sont d'un jaune intense à rougeâtres avec un pédoncule jusqu'à 1,5 mm en capitules à 1 à 6 fleurs.

## Habitat
Le lotier des rocailles se rencontre sur des prairies à ovins, sur des sols caillouteux et schisteux à altitude élevée.

## Distribution
Cette légumineuse est répartie en Méditerranée occidentale, en moyenne montagne.